# Kurt Hassert
Ernst Emil Kurt Hassert, född 15 mars 1868 i Naumburg an der Saale, död 5 november 1947 i Leipzig, var en tysk geograf.
Hassert studerade i Leipzig och Berlin med Friedrich Ratzel som främste lärare. Han blev filosofie doktor 1891 på avhandlingen Die Nordpolargrenze der bewohnten und bewohnbaren Erde, docent 1891 och undervisade därefter vid Leipzigs universitet och från 1898 på handelshögskolan där. 
Hassert kallades till Tübingen 1899, var ordinarie professor i geografi vid handelshögskolan i Köln från 1902 och vid tekniska högskolan i Dresden från 1917. Han företog forskningsresor till bland annat Balkanhalvön, Nordamerika och Kamerun.